# Chama piloto

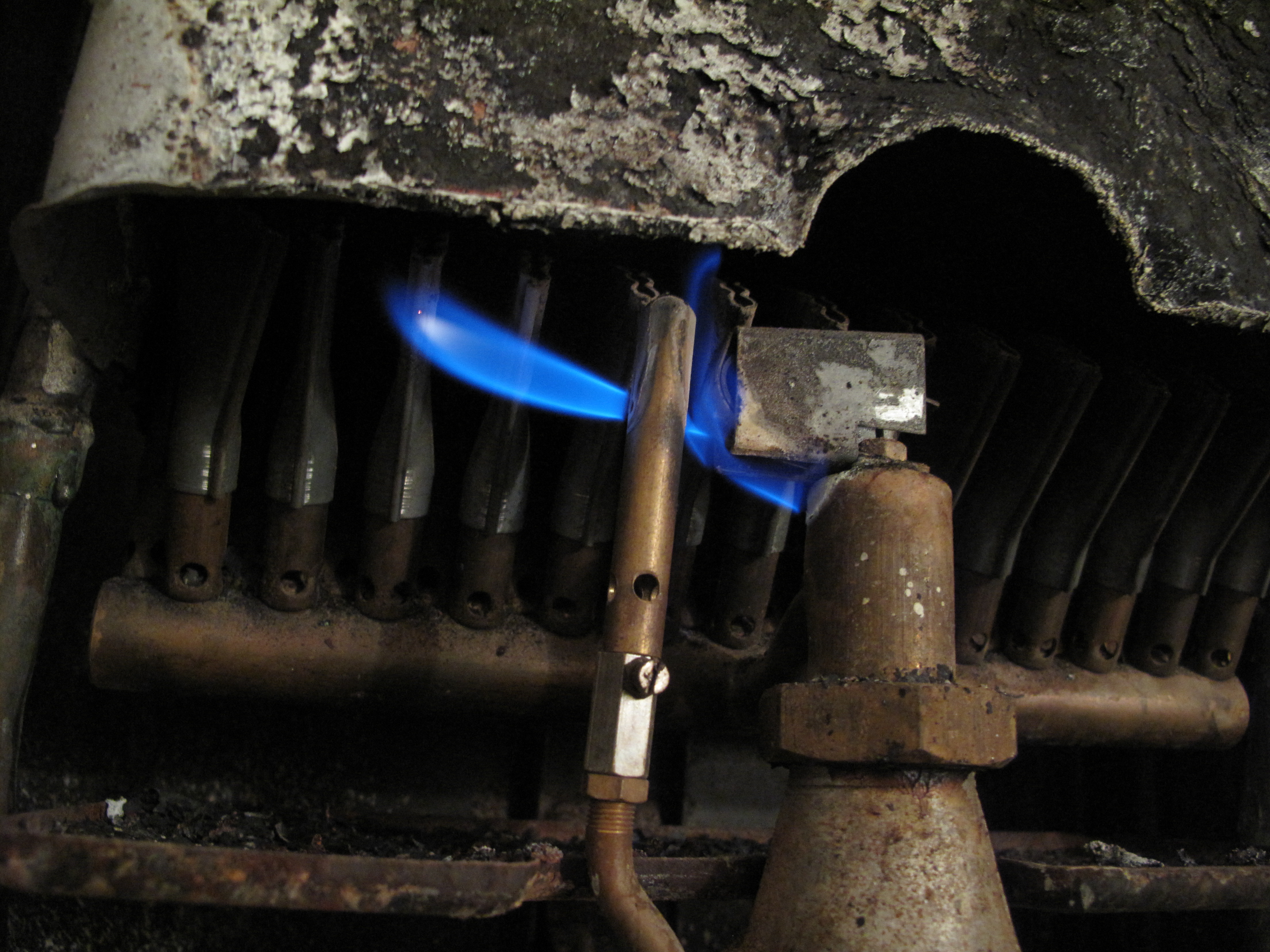
Uma chama piloto acesa.

Uma chama piloto é uma pequena chama a gás, geralmente gás natural ou GLP que serve como sistema de ignição para aquecedores a gás ou motores.

## Utilização
Originalmente, uma chama piloto era mantida permanentemente acesa, o que desperdiçava gás. Hoje em dia, o mais comum é manter a chama piloto apagada e acioná-la por uma faísca elétrica apenas quando necessário.
Por questões de segurança e economia, atualmente são usados sensores que desligam o suprimento de gás por intermédio de uma válvula elétrica se a chama piloto se apaga.
Uma vantagem do uso desse tipo de sistema de ignição em relação aos sistemas elétricos ou eletrônicos atuais, é a sua independência em relação à disponibilidade de energia elétrica, permitindo o acionamento de dispositivos que também não dependam do suprimento de energia elétrica, desde que seguindo os procedimentos de segurança.